# Харитонов, Виктор Владимирович
Ви́ктор Влади́мирович Харито́нов (25 апреля 1937, Ленинград — 8 ноября 2015, Лебяжье, Ломоносовский район, Ленинградская область) — советский и российский актёр театра и кино, театральный педагог и режиссёр, заслуженный артист РСФСР (1984).

## Биография
Родился 25 апреля 1937 года в Ленинграде, мать была врачом, отец — инженером, старший брат — будущий актёр Леонид Харитонов. Ещё учась в 239-й школе, занимался в школьном театральном кружке, который вела актриса БДТ М. А. Призван-Соколова. В 1961 году окончил Ленинградский театральный институт (мастерская Елизаветы Ивановны Тиме).
Играл в ленинградских театрах: в Театре имени Ленсовета, в Малом драматическом театре, в театре Комедии, в театре драмы и комедии на Литейном.
С конца 1960-х годов играл в жанре Театра одного актёра, в таких постановках как «Сергей Есенин», «На смерть поэтов» о Лермонтове и Петефи, «Интеллигенты из Одессы» по прозе Исаака Бабеля, Эдуарда Багрицкого и Саши Чёрного, «Кактус» о творчестве поэта Виктора Сосноры.
В 1979 году в структуре Ленконцерта основал театр «Эксперимент», который позже при поддержке Аркадия Райкина обрел статус государственного. В нём начал свою карьеру Вячеслав Полунин, сюда перешли артисты Театра миниатюр, которые не переехали с Аркадием Райкиным в Москву. В 1985—1994 годах театр находился в Петербурге, на площади Льва Толстого в известном Доме с башнями. В 1995 году был закрыт. Виктор Харитонов с женой актрисой Ларисой Пилипенко уехали в пригородный посёлок Лебяжье, где в 2002 году возродили театр «Эксперимент», но уже как детский театр.
Играл в театре «Приют комедианта».
Скончался 8 ноября 2015 года на 79-м году жизни в посёлке Лебяжье Ленинградской области. Похоронен на кладбище Риголово у посёлка Лебяжье.

### Семья
- Брат — актёр театра и кино Леонид Владимирович Харитонов (1930—1987), заслуженный артист РСФСР.
- Жена — актриса Лариса Петровна Пилипенко (род. 1942), заслуженная артистка РСФСР.

## Награды
- Заслуженный артист РСФСР (5.04.1984).

## Работы в театре
- 1960 — «Сергей Есенин» (моноспектакль, реж. Д. Катышева)
- 1964 — «На смерть поэтов» (реж. Д. Катышева) — Лермонтов / Петефи
- 1966 — «Интеллигенты из Одессы» (реж. Д. Катышева)
- 1971 — «Балаган» (автор, режиссёр и актёр)
- 1979 — «Одесская свадьба» по миниатюрам М. Жванецкого
- 1979 — «Я очень смешной?» (реж. Л. Стукалов)
- 1982 — «Пародист» по произведениям сатирика Александра Иванова (режиссёр-постановщик Виктор Харитонов)
- 2002 — «Всегда только женщина» по произведениям Дарио Фо и Франки Раме, эстрадный спектакль (режиссёр и актёр)
- 2002 — «Назым» (автор, режиссёр и актёр) — Назым Хикмет
- 2003 — «Гарики-Байки» спактакль-застолье по произведениям И. Губермана (автор и постановщик)
- «Девушкин и Варенька» инсценировка романа Ф. Достоевского «Бедные люди» (постановщик)
- «Гавриил Державин» моноспектакль (постановщик и актёр)

## Фильмография

### Актёр
1. 1957 — Бессмертная песня — гимназист-хохмач
2. 1959 — Не имей 100 рублей… — Порошин Юрий Селиверстович, 23-летний оператор кинохроники
3. 1960 — Балтийское небо — Рябушкин, старший сержант, лётчик
4. 1965 — Большая кошачья сказка — Сыщик Ловичек
5. 1968 — Интервенция — эпизод (нет в титрах)
6. 1969 — Красная палатка — эпизод
7. 1970 — На смерть поэтов — Михаил Лермонтов / Шандор Петефи
8. 1971 — Расскажи мне о себе — солдат
9. 1977 — Нос — второй мужик с санями (нет в титрах)
10. 1978 — Завьяловские чудики (2-я новелла «Версия») — посетитель ресторана (нет в титрах)
11. 1982 — С тех пор, как мы вместе — Владимир Иванович Часовников, преподаватель высшей математики
12. 1985 — Контракт века — дон Леоне
13. 1988 — Эти… три верные карты… — мужчина на похоронах
14. 1988 — Полёт птицы — Радзиевич Павел Тимофеевич, режиссёр
15. 2000 — Агент национальной безопасности 2 (1-я серия «Россан») — Лупекин, артист
16. 2000 — Бандитский Петербург. Фильм 1. Барон — дядя Саша
17. 2000 — Воспоминания о Шерлоке Холмсе
18. 2003 — Любовь императора — Адлерберг
19. 2003 — Чужое лицо — профессор в институте
20. 2005 — Фаворит — Леонард Эйлер

### Документальное кино
- 2006 — «Драма Ивана Бровкина», документальный фильм — Студия А
- 2013 — «Леонид Харитонов. Падение звезды», документальный фильм — Телекомпания «Останкино»